# Nikolay Kasatkin

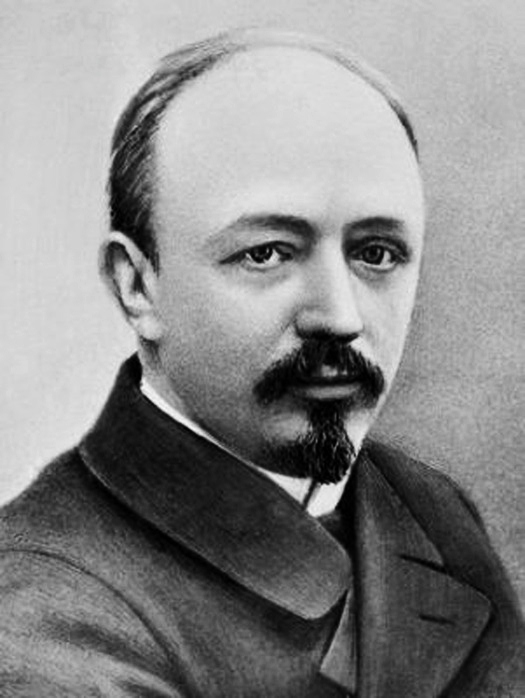
Nikolái Kasatkin (hacia 1890)

Nikolái Alekséievich Kasatkin (en ruso: Николай Алексеевич Касаткин) (Moscú, 13 de diciembre de 1859-Moscú, 17 de diciembre de 1930) fue un pintor ruso; considerado uno de los fundadores del realismo social en Rusia.

## Biografía
Su padre era grabador y litógrafo. De 1873 a 1883, estudió en la Escuela de Pintura, Escultura y Arquitectura de Moscú con Vasili Perov e Illarión Pryánishnikov. Al graduarse, recibió una medalla por su cuadro Mendigos en la puerta de la iglesia.
En 1891, comenzó a exponer con los Peredvízhniki y, de 1894 a 1917, fue profesor en su alma mater. Durante treinta años, a partir de 1883, trabajó con Iván Sytin, proporcionando ilustraciones para su popular almanaque/calendario y enseñando litografía. También colaboró en Великая реформа (La gran reforma), una enciclopedia que celebraba el quincuagésimo aniversario de la Emancipación, y en una colección llamada La historia de Rusia en imágenes.
En 1903, se convirtió en miembro de la Academia Imperial de las Artes. Participó en la Exposición Universal (1900), donde ganó una medalla de plata, y la Exposición de la Compra de Luisiana (1904), entre otras. Al año siguiente produjo una serie de obras inspiradas en la Revolución de 1905.
Después de la Revolución de Octubre, su escuela fue cerrada y luego incorporada a "Svomas" como el "Segundo Estudio de Arte Libre". Sin embargo, siguió enseñando para el Departamento de Educación del Consejo del Distrito de Sokólniki. En 1923, tras la Guerra Civil, fue nombrado primer "Artista del Pueblo de la República" y se convirtió en miembro de la AJRR (Asociación de Artistas).
En 1924, viajó a Inglaterra para documentar la vida del proletariado de ese país. Dos años más tarde, realizó retratos para el "Museo de la Revolución" (desde 1998, el "Museo Estatal Central de Historia Contemporánea"). Se lo considera uno de los precursores del realismo socialista en las artes y a veces se lo llama el "Gorki de los pintores".
Murió repentinamente mientras hacía una presentación de su último cuadro en el citado museo. En 1956, la Unión Soviética lo honró con un sello postal conmemorativo de 40 kopeks. En 1971, su pintura de una trabajadora minera apareció en un sello de 6 kopek como parte de una serie de obras de artistas soviéticos. Una calle de Moscú lleva su nombre.

## Pinturas seleccionadas

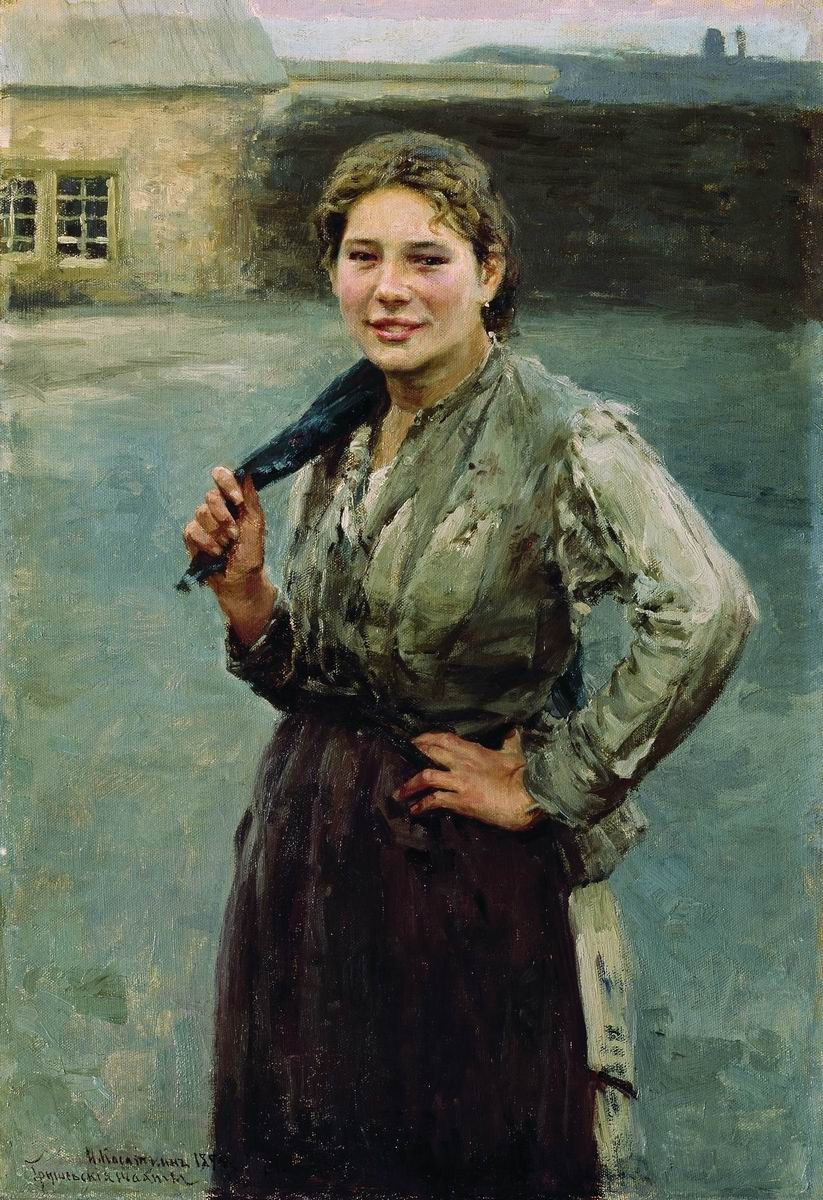
Minera (1894)
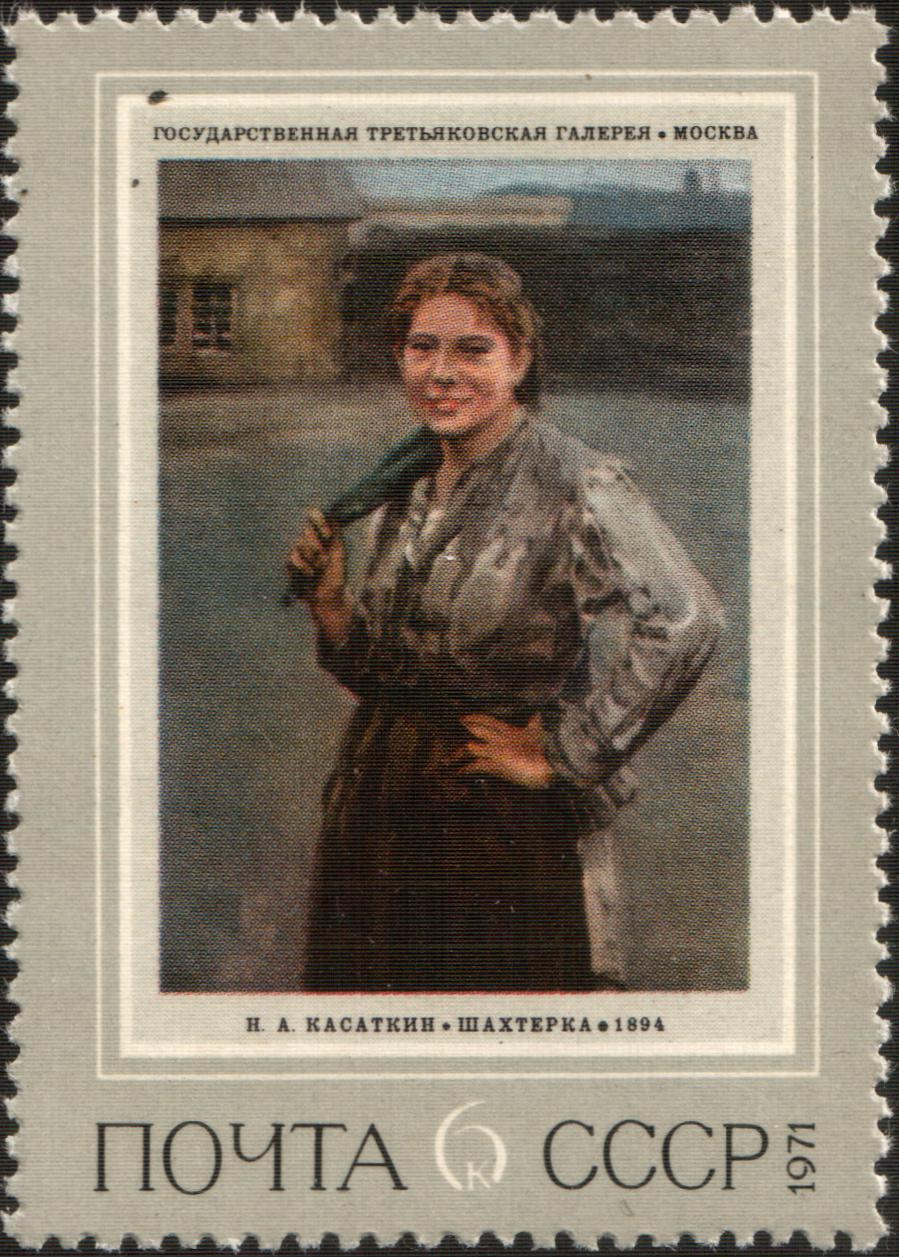
Sello postal soviético de 1971.
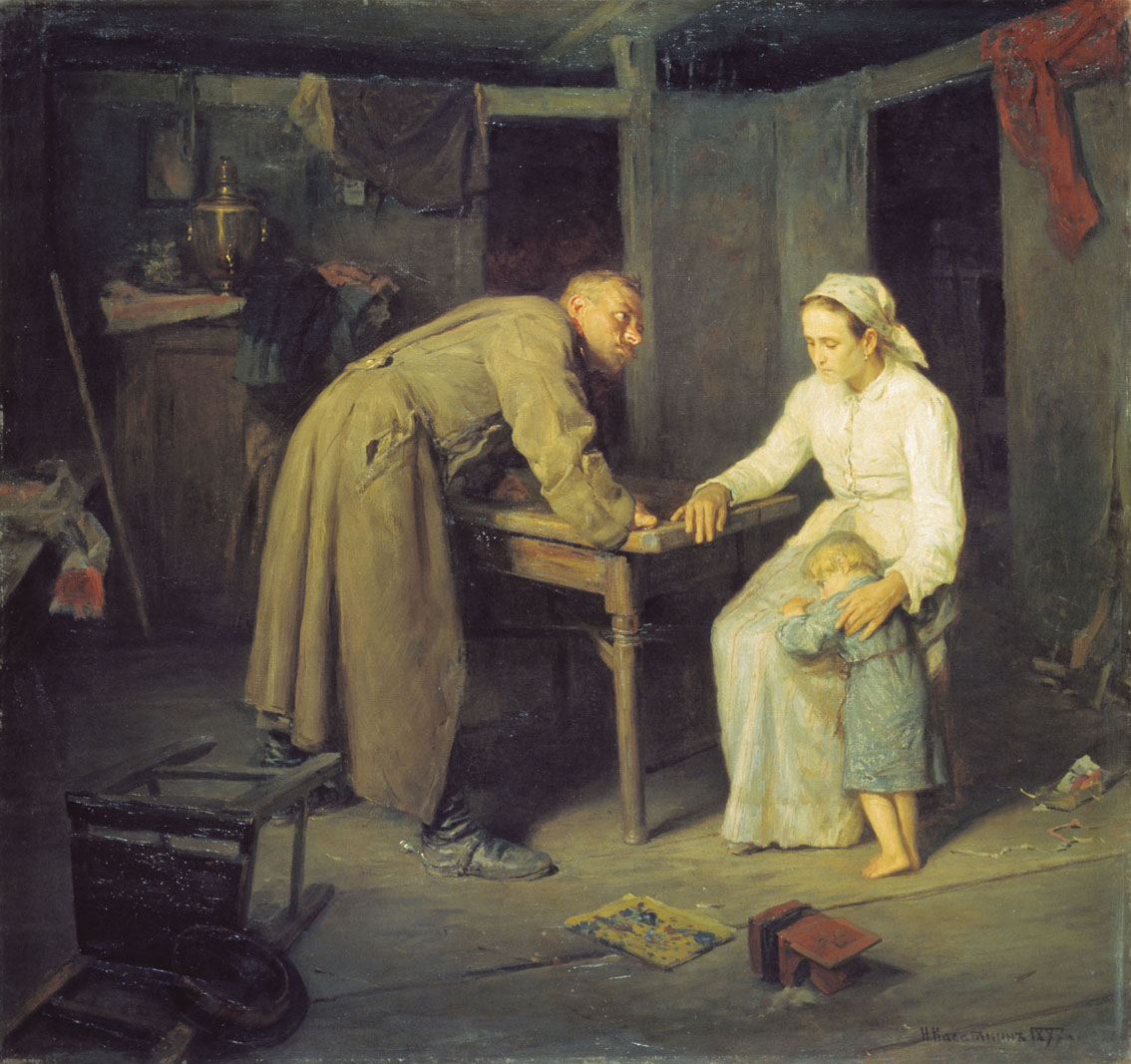
¿Quién?
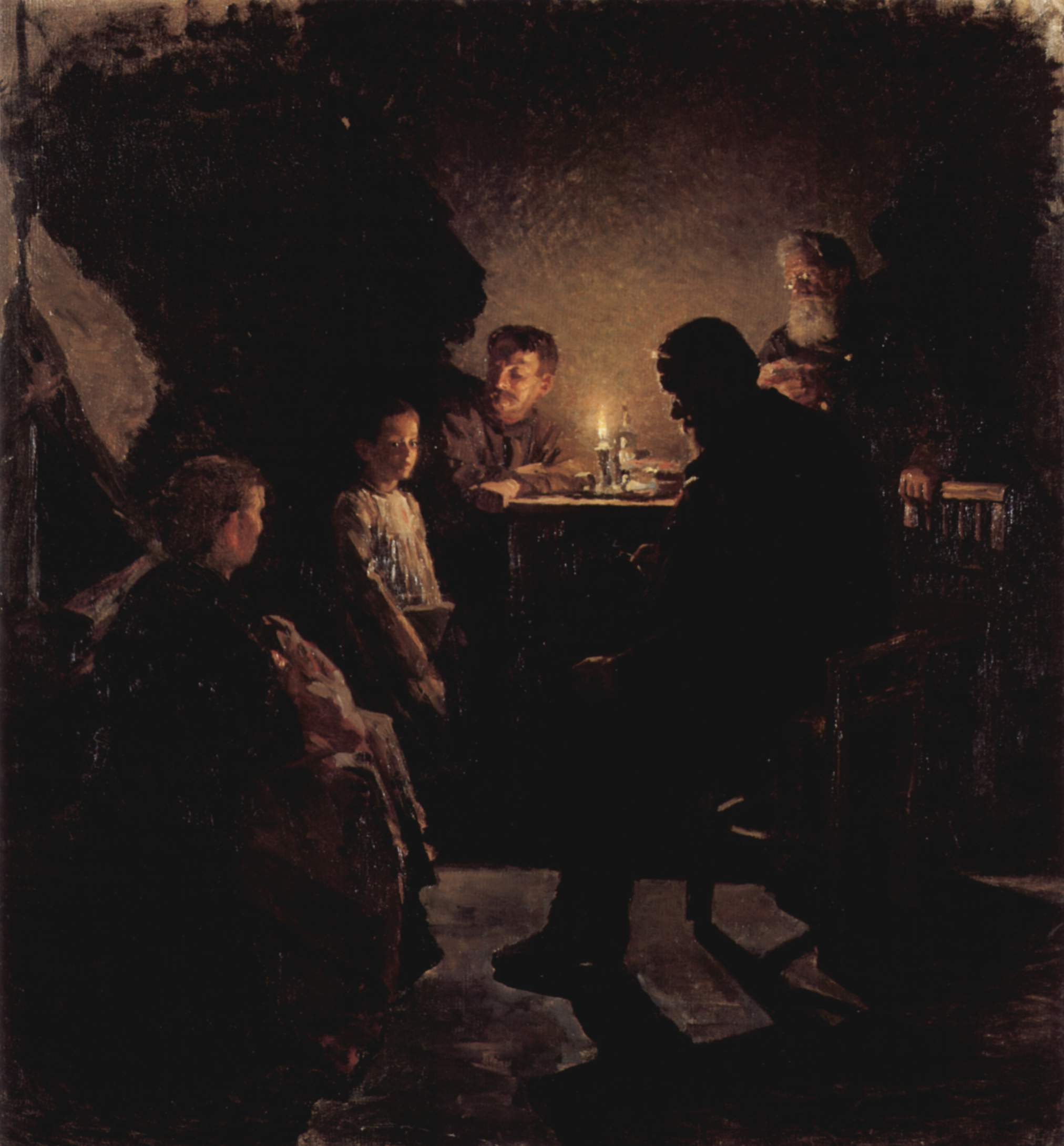
La familia de un trabajador
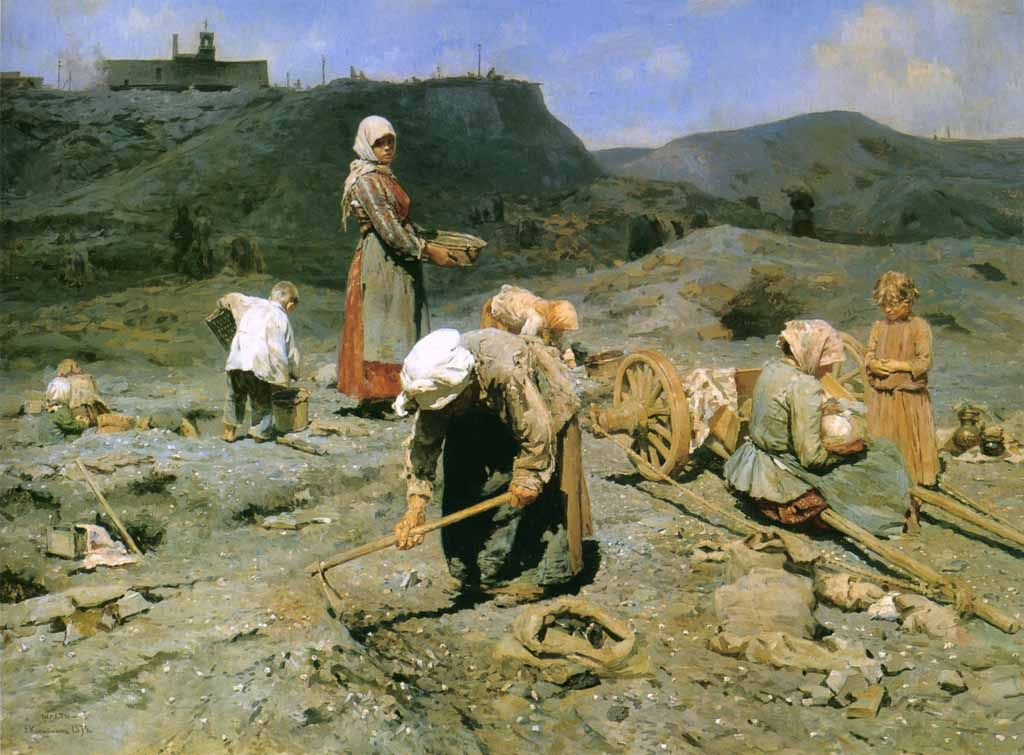
Los pobres, recogiendo trozos de carbón
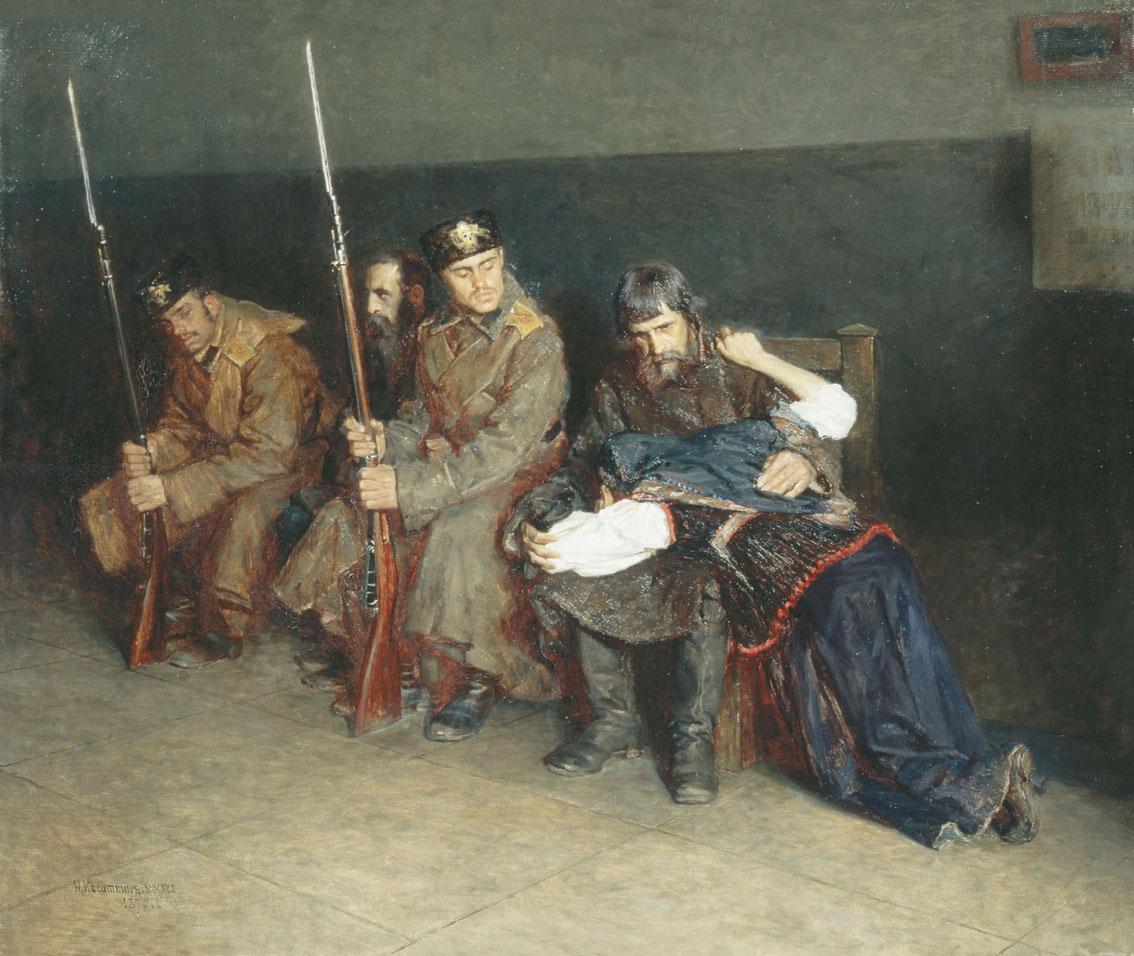
En el corredor del Tribunal de Distrito

## Otras lecturas
- Yakov Minchenkov, Касаткин Николай Алексеевич, serie "Memories of the Peredvizhniki", litros, 2013, ISBN 5-457-13081-9
- Henrietta Serova, Николай Алексеевич Касаткин, "Biblioteca de arte popular", Художник РСФСР, 1970
- VV y EA Zhuravlyev, Николай Алексеевич Касаткин, народный художник: 1859-1930 (El pintor del pueblo), Искусство, 1945